# Дъбова (област Смолян)
 Тази статия е за селото в Област Смолян.  За селото в Област Сливен вижте Дъбова (Област Сливен).  
Дъ̀бова е село в Южна България, община Рудозем, област Смолян.

## География
Село Дъбова се намира на около 13 km изток-югоизточно от областния център град Смолян и около 5 km северно от общинския център град Рудозем. Разположено е в Западните Родопи, южно от възвишението Уручовско бърдце (1183,9 m), по долинните склонове в началото на малък местен ляв приток на река Арда. Надморската височина на селото е около 970 – 980 m.
До селото води неасфалтиран път, западно отклонение от второкласния Републикански път II-86 при квартал Койнарци на Рудозем.
Село Дъбова е в землището на град Рудозем.
Населението на село Дъбова, наброявало 112 души при преброяването към 1934 г. и 122 към 1956 г., намалява до един жител (по служебен документ на НСИ от 31.12.2023 г.) към 2023 г.

## История
Селището е в България от 1912 г. като махала с наименование Уручевци. През 1960 г. махалата е преименувана на Дъбова, а от 1995 г. има статут на село.

## Личности
Родени в Дъбова
- Нурие Дерменджиева (1912 – 2023), българска столетница[7]